# Elsa Lunghini
Elsa Lunghini, más conocida por su nombre artístico Elsa (París, 20 de mayo de 1973), es una cantante y actriz francesa.
De 1986 a 2007 conocida como Elsa, en 2008 usa su nombre completo para su álbum Elsa Lunghini.

## Biografía
Hija del comediante, fotógrafo y compositor Georges Lunghini y de la artista plástica, escultora y pintora, Christiane Jobert (hermana de Marlène Jobert), proviene de una familia de origen italiano por parte de su padre y su abuelo Luigi.
A la edad de 7 años interpretó su primer papel en la película de Claude Miller Garde à vue en 1979. Ha sido la  artista más joven en actuar en solitario en el Olympia de París a la edad de 17 años. Trabajó en varias películas hasta que participó en La Femme de ma vie en esa ocasión se revela como intérpete con la canción T'en va pas a la edad de 13 años, siendo la más joven en lograr el número 1 del Top 50 en Francia, permaneciendo durante 9 semanas en 1986 con esa canción. Entre sus grandes éxitos se cuentan: Jour de neige, An romàn de amitiè, Quelquechose dans mon cœur, A la même heure dans deux ans, Bouscule-moi, Rien que pour ça...
Tuvo un hijo el 27 de julio de 1994 al que llamó Luigi, con su pareja el cantante alemán Peter Kroner.
Después de un largo lapso de tiempo centrada en el cine inició su retorno a la música en abril de 2004 con la salida de un nuevo álbum titulado De lave et de sève. Este álbum estuvo seguido de una serie de conciertos por Europa en septiembre de 2005, los que le permitieron a Elsa producir su primer álbum Live en abril de 2006 luego de 20 años de carrera.
En septiembre de 2008 Elsa sacó el álbum al que dará su nombre completo, donde la mayoría de los temas estarán escritos y producidos por Da Silva.
En el primer semestre del 2010 actuó en la saga de France 2 titulada La Maison des Rocheville.
Elsa está implicada en muchas causas caritativas produciendo conciertos a beneficio para Restos du cœur, u otras causas como Sol En Si, Bout de vie, para la ayuda de personas amputadas, junto con su antiguo compañero Bixente Lizarazu (campeón mundial de fútbol 1998).
En noviembre de 2011, participó en el álbum de Thierry Gali Il était une fois (Erase una vez, una acción conjunta con la Unicef, en una campaña contra el maltrato infantil.
En 2017, interpretó el papel de Justine en la serie policíaca Cherif. Dos años más tarde, demostró todo su talento artístico en la obra "2+2" de Cyril Gély y Eric Rouquette. A partir de noviembre de 2020, Elsa Lunghini se unió al reparto principal de la serie Ici tout commence emitida en TF1.

## Álbumes
- 1988: Elsa
- 1990: Rien que pour ça
- 1992: Douce Violence

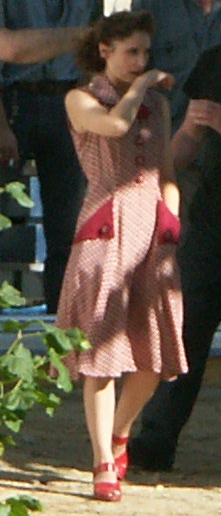
Elsa durante la filmación de Trois jours en juin.

- 1996: Chaque jour est un long chemin
- 1997: Elsa, l'essentiel 1986-1993
- 2004: De lave et de sève
- 2006: Connexions live (Grabado en L'Européen, en París, en septiembre de 2005).
- 2008: Elsa Lunghini

## Filmografía

### Cine
- 1981: Arresto preventivo de Claude Miller: Camille (l'enfant).
- 1984: Train d'enfer de Roger Hanin.
- 1985: Rouge baiser de Véra Belmont: Rosa
- 1986: La Femme de ma vie de Régis Wargnier: Éloïse
- 1987: Où que tu sois de Alain Bergala: Anne
- 1992: Le retour de Casanova de Édouard Niermans: Marcolina
- 2009: Le portail, short movie by Liam Engle.

### Televisión
- 2002: La Mort est rousse de Christian Faure: Charlotte
- 2005: Trois jours en juin de Philippe Venault: Sylvie
- 2008: Où es-tu ? de Miguel Courtois: Suzanne
- 2009: Aveugle mais pas trop de Charlotte Brandström: Emma